# Volta à Turquia de 2021
A 56.ª edição da Volta à Turquia foi uma corrida de ciclismo de estrada por etapas que se celebrou entre 11 e 18 de abril de 2021 com início na cidade de Konya e final na cidade de Kuşadası na Turquia. O percurso constou de um total de 8 etapas sobre uma distância total de 1244 km.
A corrida fez parte do circuito UCI ProSeries de 2021 dentro da categoria 2.pro e foi vencida pelo espanhol José Manuel Díaz Gallego do Delko. Completaram o pódio, como segundo e terceiro classificado respectivamente, o australiano Jay Vine do Alpecin-Fenix e o argentino Eduardo Sepúlveda do Androni Giocattoli-Sidermec.

## Equipas participantes
Tomaram a partida um total de 25 equipas, dos quais 3 são de categoria UCI WorldTeam, 14 UCI ProTeam e 8 Continental, quem conformaram um pelotão de 172 ciclistas dos quais terminaram 139. As equipas participantes foram:
| Equipes WorldTeam (3)- Astana-Premier Tech - Deceuninck-Quick Step - Israel Start-Up Nation Equipes ProTeam (14)- Alpecin-Fenix - Androni Giocattoli-Sidermec - B&B Hotels p/b KTM - Bardiani CSF Faizanè - Bingoal Pauwels Sauces WB - Burgos-BH - Caja Rural-Seguros RGA - Delko - Eolo-Kometa - Euskaltel-Euskadi - Gazprom-RusVelo - Rally Cycling - Team Novo Nordisk - Uno-X Pro Cycling Team Equipes Continentais (8)- À Bloc CT - Salcano Sakarya BB Team - Spor Toto Cycling Team - Nippo-Provence-PTS Conti - Sapura - Wildlife Generation Pro Cycling - Team SKS Sauerland NRW - Minsk Cycling Club |
| |

## Etapas
| Etapa | Data    | Percurso              | type            | Distância (km) | Elevação (m) | Vencedor                 | Líder geral              |
| ----- | ------- | --------------------- | --------------- | -------------- | ------------ | ------------------------ | ------------------------ |
| 1     | 11 abr. | Cônia – Cônia         | etapa plana     | 72,4           | 291 m        | Arvid de Kleijn          | Arvid de Kleijn          |
| 2     | 12 abr. | Cônia – Cônia         | etapa plana     | 144,9          | 1 313 m      | Mark Cavendish           | Mark Cavendish           |
| 3     | 13 abr. | Beyşehir – Alanya     | etapa plana     | 212,6          | 2 351 m      | Mark Cavendish           | Mark Cavendish           |
| 4     | 14 abr. | Alanya – Kemer        | etapa plana     | 184,4          | 873 m        | Mark Cavendish           | Mark Cavendish           |
| 5     | 15 abr. | Kemer – Elmalı        | alta montanha   | 160,3          | 3 215 m      | José Manuel Díaz Gallego | José Manuel Díaz Gallego |
| 6     | 16 abr. | Fethiye – Marmaris    | etapa escarpada | 129,1          | 1 632 m      | Jasper Philipsen         | José Manuel Díaz Gallego |
| 7     | 17 abr. | Marmaris – Turgutreis | etapa escarpada | 180            | 2 816 m      | Jasper Philipsen         | José Manuel Díaz Gallego |
| 8     | 18 abr. | Bodrum – Kuşadası     | etapa escarpada | 160,3          | 1 601 m      | Mark Cavendish           | José Manuel Díaz Gallego |

## Desenvolvimento da corrida

### 1.ª etapa
| Cônia - Cônia | etapa plana | (72,4 km) |

| \| Classificação por etapas \| Classificação por etapas \| Classificação por etapas \| Classificação por etapas \| Classificação por etapas \| \| Ciclista \| Ciclista \| Equipe \| Tempo \| \| \| ------------------------ \| ------------------------ \| ------------------------ \| ------------------------ \| ------------------------ \| \| 1. \| Arvid de Kleijn \| Rally Cycling \| 1h35m38s \| \| \| 2. \| Kristoffer Halvorsen \| Uno-X Pro Cycling Team \| + 0s \| \| \| 3. \| Pierre Barbier \| Delko \| + 0s \| \| \| 4. \| Mark Cavendish \| Deceuninck-Quick Step \| + 0s \| \| \| 5. \| Jasper Philipsen \| Alpecin-Fenix \| + 0s \| \| \| 6. \| André Greipel \| Israel Start-Up Nation \| + 0s \| \| \| 7. \| Giovanni Lonardi \| Bardiani CSF Faizanè \| + 0s \| \| \| 8. \| Manuel Belletti \| Eolo-Kometa \| + 0s \| \| \| 9. \| Manuel Peñalver \| Burgos-BH \| + 0s \| \| \| 10. \| Eduard-Michael Grosu \| Delko \| + 0s \| \| |                      |                        |          |
| |                      |                        |          |
| Fonte: ProCyclingStats |                      |                        |          |
| Classificação por etapas |                      |                        |          |
| Ciclista | Ciclista             | Equipe                 | Tempo    |
| 1. | Arvid de Kleijn      | Rally Cycling          | 1h35m38s |
| 2. | Kristoffer Halvorsen | Uno-X Pro Cycling Team | + 0s     |
| 3. | Pierre Barbier       | Delko                  | + 0s     |
| 4. | Mark Cavendish       | Deceuninck-Quick Step  | + 0s     |
| 5. | Jasper Philipsen     | Alpecin-Fenix          | + 0s     |
| 6. | André Greipel        | Israel Start-Up Nation | + 0s     |
| 7. | Giovanni Lonardi     | Bardiani CSF Faizanè   | + 0s     |
| 8. | Manuel Belletti      | Eolo-Kometa            | + 0s     |
| 9. | Manuel Peñalver      | Burgos-BH              | + 0s     |
| 10. | Eduard-Michael Grosu | Delko                  | + 0s     |

| \| Classificação geral \| Classificação geral \| Classificação geral \| Classificação geral \| Classificação geral \| \| Ciclista \| Ciclista \| Equipe \| Tempo \| \| \| ------------------- \| -------------------- \| ------------------------- \| ------------------- \| ------------------- \| \| 1. \| Arvid de Kleijn \| Rally Cycling \| 1h35m28s \| \| \| 2. \| Kristoffer Halvorsen \| Uno-X Pro Cycling Team \| + 4s \| \| \| 3. \| Pierre Barbier \| Delko \| + 6s \| \| \| 4. \| Sean De Bie \| Bingoal Pauwels Sauces WB \| + 7s \| \| \| 5. \| Ivar Slik \| À Bloc CT \| + 8s \| \| \| 6. \| Vitaliy Buts \| Salcano Sakarya BB \| + 9s \| \| \| 7. \| Mark Cavendish \| Deceuninck-Quick Step \| + 10s \| \| \| 8. \| Jasper Philipsen \| Alpecin-Fenix \| + 10s \| \| \| 9. \| André Greipel \| Israel Start-Up Nation \| + 10s \| \| \| 10. \| Giovanni Lonardi \| Bardiani CSF Faizanè \| + 10s \| \| |                      |                           |          |
| |                      |                           |          |
| Fonte: ProCyclingStats |                      |                           |          |
| Classificação geral |                      |                           |          |
| Ciclista | Ciclista             | Equipe                    | Tempo    |
| 1. | Arvid de Kleijn      | Rally Cycling             | 1h35m28s |
| 2. | Kristoffer Halvorsen | Uno-X Pro Cycling Team    | + 4s     |
| 3. | Pierre Barbier       | Delko                     | + 6s     |
| 4. | Sean De Bie          | Bingoal Pauwels Sauces WB | + 7s     |
| 5. | Ivar Slik            | À Bloc CT                 | + 8s     |
| 6. | Vitaliy Buts         | Salcano Sakarya BB        | + 9s     |
| 7. | Mark Cavendish       | Deceuninck-Quick Step     | + 10s    |
| 8. | Jasper Philipsen     | Alpecin-Fenix             | + 10s    |
| 9. | André Greipel        | Israel Start-Up Nation    | + 10s    |
| 10. | Giovanni Lonardi     | Bardiani CSF Faizanè      | + 10s    |

### 2.ª etapa
| Cônia - Cônia | etapa plana | (144,9 km) |

| \| Classificação por etapas \| Classificação por etapas \| Classificação por etapas \| Classificação por etapas \| Classificação por etapas \| \| Ciclista \| Ciclista \| Equipe \| Tempo \| \| \| ------------------------ \| ------------------------ \| ------------------------- \| ------------------------ \| ------------------------ \| \| 1. \| Mark Cavendish \| Deceuninck-Quick Step \| 3h17m26s \| \| \| 2. \| Jasper Philipsen \| Alpecin-Fenix \| + 0s \| \| \| 3. \| André Greipel \| Israel Start-Up Nation \| + 0s \| \| \| 4. \| Arvid de Kleijn \| Rally Cycling \| + 0s \| \| \| 5. \| Stanislaw Aniolkowski \| Bingoal Pauwels Sauces WB \| + 0s \| \| \| 6. \| Manuel Peñalver \| Burgos-BH \| + 0s \| \| \| 7. \| Giovanni Lonardi \| Bardiani CSF Faizanè \| + 0s \| \| \| 8. \| Luca Mozzato \| B&B Hotels p/b KTM \| + 0s \| \| \| 9. \| Rick Zabel \| Israel Start-Up Nation \| + 0s \| \| \| 10. \| Søren Wærenskjold \| Uno-X Pro Cycling Team \| + 0s \| \| |                       |                           |          |
| |                       |                           |          |
| Fonte: ProCyclingStats |                       |                           |          |
| Classificação por etapas |                       |                           |          |
| Ciclista | Ciclista              | Equipe                    | Tempo    |
| 1. | Mark Cavendish        | Deceuninck-Quick Step     | 3h17m26s |
| 2. | Jasper Philipsen      | Alpecin-Fenix             | + 0s     |
| 3. | André Greipel         | Israel Start-Up Nation    | + 0s     |
| 4. | Arvid de Kleijn       | Rally Cycling             | + 0s     |
| 5. | Stanislaw Aniolkowski | Bingoal Pauwels Sauces WB | + 0s     |
| 6. | Manuel Peñalver       | Burgos-BH                 | + 0s     |
| 7. | Giovanni Lonardi      | Bardiani CSF Faizanè      | + 0s     |
| 8. | Luca Mozzato          | B&B Hotels p/b KTM        | + 0s     |
| 9. | Rick Zabel            | Israel Start-Up Nation    | + 0s     |
| 10. | Søren Wærenskjold     | Uno-X Pro Cycling Team    | + 0s     |

| \| Classificação geral \| Classificação geral \| Classificação geral \| Classificação geral \| Classificação geral \| \| Ciclista \| Ciclista \| Equipe \| Tempo \| \| \| ------------------- \| -------------------- \| ------------------------- \| ------------------- \| ------------------- \| \| 1. \| Mark Cavendish \| Deceuninck-Quick Step \| 4h52m54s \| \| \| 2. \| Arvid de Kleijn \| Rally Cycling \| + 0s \| \| \| 3. \| Jasper Philipsen \| Alpecin-Fenix \| + 4s \| \| \| 4. \| Kristoffer Halvorsen \| Uno-X Pro Cycling Team \| + 4s \| \| \| 5. \| André Greipel \| Israel Start-Up Nation \| + 6s \| \| \| 6. \| Pierre Barbier \| Delko \| + 6s \| \| \| 7. \| Artiom Zakharov \| Astana-Premier Tech \| + 7s \| \| \| 8. \| Sean De Bie \| Bingoal Pauwels Sauces WB \| + 7s \| \| \| 9. \| Ivar Slik \| À Bloc CT \| + 8s \| \| \| 10. \| Vitaliy Buts \| Salcano Sakarya BB \| + 8s \| \| |                      |                           |          |
| |                      |                           |          |
| Fonte: ProCyclingStats |                      |                           |          |
| Classificação geral |                      |                           |          |
| Ciclista | Ciclista             | Equipe                    | Tempo    |
| 1. | Mark Cavendish       | Deceuninck-Quick Step     | 4h52m54s |
| 2. | Arvid de Kleijn      | Rally Cycling             | + 0s     |
| 3. | Jasper Philipsen     | Alpecin-Fenix             | + 4s     |
| 4. | Kristoffer Halvorsen | Uno-X Pro Cycling Team    | + 4s     |
| 5. | André Greipel        | Israel Start-Up Nation    | + 6s     |
| 6. | Pierre Barbier       | Delko                     | + 6s     |
| 7. | Artiom Zakharov      | Astana-Premier Tech       | + 7s     |
| 8. | Sean De Bie          | Bingoal Pauwels Sauces WB | + 7s     |
| 9. | Ivar Slik            | À Bloc CT                 | + 8s     |
| 10. | Vitaliy Buts         | Salcano Sakarya BB        | + 8s     |

### 3.ª etapa
| Beyşehir - Alanya | etapa plana | (212,6 km) |

| \| Classificação por etapas \| Classificação por etapas \| Classificação por etapas \| Classificação por etapas \| Classificação por etapas \| \| Ciclista \| Ciclista \| Equipe \| Tempo \| \| \| ------------------------ \| ------------------------ \| ------------------------- \| ------------------------ \| ------------------------ \| \| 1. \| Mark Cavendish \| Deceuninck-Quick Step \| 5h10m30s \| \| \| 2. \| Jasper Philipsen \| Alpecin-Fenix \| + 0s \| \| \| 3. \| Stanislaw Aniolkowski \| Bingoal Pauwels Sauces WB \| + 0s \| \| \| 4. \| Kristoffer Halvorsen \| Uno-X Pro Cycling Team \| + 0s \| \| \| 5. \| André Greipel \| Israel Start-Up Nation \| + 0s \| \| \| 6. \| Manuel Belletti \| Eolo-Kometa \| + 0s \| \| \| 7. \| Arvid de Kleijn \| Rally Cycling \| + 0s \| \| \| 8. \| Lionel Taminiaux \| Alpecin-Fenix \| + 0s \| \| \| 9. \| Eduard-Michael Grosu \| Delko \| + 0s \| \| \| 10. \| Giovanni Lonardi \| Bardiani CSF Faizanè \| + 0s \| \| |                       |                           |          |
| |                       |                           |          |
| Fonte: ProCyclingStats |                       |                           |          |
| Classificação por etapas |                       |                           |          |
| Ciclista | Ciclista              | Equipe                    | Tempo    |
| 1. | Mark Cavendish        | Deceuninck-Quick Step     | 5h10m30s |
| 2. | Jasper Philipsen      | Alpecin-Fenix             | + 0s     |
| 3. | Stanislaw Aniolkowski | Bingoal Pauwels Sauces WB | + 0s     |
| 4. | Kristoffer Halvorsen  | Uno-X Pro Cycling Team    | + 0s     |
| 5. | André Greipel         | Israel Start-Up Nation    | + 0s     |
| 6. | Manuel Belletti       | Eolo-Kometa               | + 0s     |
| 7. | Arvid de Kleijn       | Rally Cycling             | + 0s     |
| 8. | Lionel Taminiaux      | Alpecin-Fenix             | + 0s     |
| 9. | Eduard-Michael Grosu  | Delko                     | + 0s     |
| 10. | Giovanni Lonardi      | Bardiani CSF Faizanè      | + 0s     |

| \| Classificação geral \| Classificação geral \| Classificação geral \| Classificação geral \| Classificação geral \| \| Ciclista \| Ciclista \| Equipe \| Tempo \| \| \| ------------------- \| --------------------- \| ------------------------- \| ------------------- \| ------------------- \| \| 1. \| Mark Cavendish \| Deceuninck-Quick Step \| 10h03m14s \| \| \| 2. \| Jasper Philipsen \| Alpecin-Fenix \| + 8s \| \| \| 3. \| Arvid de Kleijn \| Rally Cycling \| + 10s \| \| \| 4. \| Kristoffer Halvorsen \| Uno-X Pro Cycling Team \| + 14s \| \| \| 5. \| André Greipel \| Israel Start-Up Nation \| + 16s \| \| \| 6. \| Stanislaw Aniolkowski \| Bingoal Pauwels Sauces WB \| + 16s \| \| \| 7. \| Pierre Barbier \| Delko \| + 16s \| \| \| 8. \| Artiom Zakharov \| Astana-Premier Tech \| + 17s \| \| \| 9. \| Garikoitz Bravo \| Euskaltel-Euskadi \| + 17s \| \| \| 10. \| Sean De Bie \| Bingoal Pauwels Sauces WB \| + 17s \| \| |                       |                           |           |
| |                       |                           |           |
| Fonte: ProCyclingStats |                       |                           |           |
| Classificação geral |                       |                           |           |
| Ciclista | Ciclista              | Equipe                    | Tempo     |
| 1. | Mark Cavendish        | Deceuninck-Quick Step     | 10h03m14s |
| 2. | Jasper Philipsen      | Alpecin-Fenix             | + 8s      |
| 3. | Arvid de Kleijn       | Rally Cycling             | + 10s     |
| 4. | Kristoffer Halvorsen  | Uno-X Pro Cycling Team    | + 14s     |
| 5. | André Greipel         | Israel Start-Up Nation    | + 16s     |
| 6. | Stanislaw Aniolkowski | Bingoal Pauwels Sauces WB | + 16s     |
| 7. | Pierre Barbier        | Delko                     | + 16s     |
| 8. | Artiom Zakharov       | Astana-Premier Tech       | + 17s     |
| 9. | Garikoitz Bravo       | Euskaltel-Euskadi         | + 17s     |
| 10. | Sean De Bie           | Bingoal Pauwels Sauces WB | + 17s     |

### 4.ª etapa
| Alanya - Kemer | etapa plana | (184,4 km) |

| \| Classificação por etapas \| Classificação por etapas \| Classificação por etapas \| Classificação por etapas \| Classificação por etapas \| \| Ciclista \| Ciclista \| Equipe \| Tempo \| \| \| ------------------------ \| ------------------------ \| ------------------------- \| ------------------------ \| ------------------------ \| \| 1. \| Mark Cavendish \| Deceuninck-Quick Step \| 4h09m38s \| \| \| 2. \| Jasper Philipsen \| Alpecin-Fenix \| + 0s \| \| \| 3. \| Stanislaw Aniolkowski \| Bingoal Pauwels Sauces WB \| + 0s \| \| \| 4. \| Arvid de Kleijn \| Rally Cycling \| + 0s \| \| \| 5. \| Pierre Barbier \| Delko \| + 0s \| \| \| 6. \| David González López \| Caja Rural-Seguros RGA \| + 0s \| \| \| 7. \| Lars Kulbe \| Team SKS Sauerland NRW \| + 0s \| \| \| 8. \| Luca Mozzato \| B&B Hotels p/b KTM \| + 0s \| \| \| 9. \| Mārtiņš Pluto \| À Bloc CT \| + 0s \| \| \| 10. \| Damiano Cima \| Gazprom-RusVelo \| + 0s \| \| |                       |                           |          |
| |                       |                           |          |
| Fonte: ProCyclingStats |                       |                           |          |
| Classificação por etapas |                       |                           |          |
| Ciclista | Ciclista              | Equipe                    | Tempo    |
| 1. | Mark Cavendish        | Deceuninck-Quick Step     | 4h09m38s |
| 2. | Jasper Philipsen      | Alpecin-Fenix             | + 0s     |
| 3. | Stanislaw Aniolkowski | Bingoal Pauwels Sauces WB | + 0s     |
| 4. | Arvid de Kleijn       | Rally Cycling             | + 0s     |
| 5. | Pierre Barbier        | Delko                     | + 0s     |
| 6. | David González López  | Caja Rural-Seguros RGA    | + 0s     |
| 7. | Lars Kulbe            | Team SKS Sauerland NRW    | + 0s     |
| 8. | Luca Mozzato          | B&B Hotels p/b KTM        | + 0s     |
| 9. | Mārtiņš Pluto         | À Bloc CT                 | + 0s     |
| 10. | Damiano Cima          | Gazprom-RusVelo           | + 0s     |

| \| Classificação geral \| Classificação geral \| Classificação geral \| Classificação geral \| Classificação geral \| \| Ciclista \| Ciclista \| Equipe \| Tempo \| \| \| ------------------- \| --------------------- \| ------------------------- \| ------------------- \| ------------------- \| \| 1. \| Mark Cavendish \| Deceuninck-Quick Step \| 14h12m42s \| \| \| 2. \| Jasper Philipsen \| Alpecin-Fenix \| + 12s \| \| \| 3. \| Arvid de Kleijn \| Rally Cycling \| + 20s \| \| \| 4. \| Stanislaw Aniolkowski \| Bingoal Pauwels Sauces WB \| + 22s \| \| \| 5. \| Kristoffer Halvorsen \| Uno-X Pro Cycling Team \| + 24s \| \| \| 6. \| Pierre Barbier \| Delko \| + 26s \| \| \| 7. \| André Greipel \| Israel Start-Up Nation \| + 26s \| \| \| 8. \| Artiom Zakharov \| Astana-Premier Tech \| + 27s \| \| \| 9. \| Garikoitz Bravo \| Euskaltel-Euskadi \| + 27s \| \| \| 10. \| Nur Aiman Rosli \| Team Sapura Cycling \| + 27s \| \| |                       |                           |           |
| |                       |                           |           |
| Fonte: ProCyclingStats |                       |                           |           |
| Classificação geral |                       |                           |           |
| Ciclista | Ciclista              | Equipe                    | Tempo     |
| 1. | Mark Cavendish        | Deceuninck-Quick Step     | 14h12m42s |
| 2. | Jasper Philipsen      | Alpecin-Fenix             | + 12s     |
| 3. | Arvid de Kleijn       | Rally Cycling             | + 20s     |
| 4. | Stanislaw Aniolkowski | Bingoal Pauwels Sauces WB | + 22s     |
| 5. | Kristoffer Halvorsen  | Uno-X Pro Cycling Team    | + 24s     |
| 6. | Pierre Barbier        | Delko                     | + 26s     |
| 7. | André Greipel         | Israel Start-Up Nation    | + 26s     |
| 8. | Artiom Zakharov       | Astana-Premier Tech       | + 27s     |
| 9. | Garikoitz Bravo       | Euskaltel-Euskadi         | + 27s     |
| 10. | Nur Aiman Rosli       | Team Sapura Cycling       | + 27s     |

### 5.ª etapa
| Kemer - Elmalı | alta montanha | (160,3 km) |

| \| Classificação por etapas \| Classificação por etapas \| Classificação por etapas \| Classificação por etapas \| Classificação por etapas \| \| Ciclista \| Ciclista \| Equipe \| Tempo \| \| \| ------------------------ \| -------------------------- \| --------------------------- \| ------------------------ \| ------------------------ \| \| 1. \| José Manuel Díaz Gallego \| Delko \| 4h25m25s \| \| \| 2. \| Jay Vine \| Alpecin-Fenix \| + 0s \| \| \| 3. \| Eduardo Sepúlveda \| Androni Giocattoli-Sidermec \| + 0s \| \| \| 4. \| Anders Halland Johannessen \| Uno-X Pro Cycling Team \| + 15s \| \| \| 5. \| Jhojan García \| Caja Rural-Seguros RGA \| + 15s \| \| \| 6. \| Merhawi Kudus \| Astana-Premier Tech \| + 18s \| \| \| 7. \| Anthon Charmig \| Uno-X Pro Cycling Team \| + 20s \| \| \| 8. \| Delio Fernández \| Delko \| + 23s \| \| \| 9. \| Quentin Pacher \| B&B Hotels p/b KTM \| + 38s \| \| \| 10. \| Artem Nych \| Gazprom-RusVelo \| + 42s \| \| |                            |                             |          |
| |                            |                             |          |
| Fonte: ProCyclingStats |                            |                             |          |
| Classificação por etapas |                            |                             |          |
| Ciclista | Ciclista                   | Equipe                      | Tempo    |
| 1. | José Manuel Díaz Gallego   | Delko                       | 4h25m25s |
| 2. | Jay Vine                   | Alpecin-Fenix               | + 0s     |
| 3. | Eduardo Sepúlveda          | Androni Giocattoli-Sidermec | + 0s     |
| 4. | Anders Halland Johannessen | Uno-X Pro Cycling Team      | + 15s    |
| 5. | Jhojan García              | Caja Rural-Seguros RGA      | + 15s    |
| 6. | Merhawi Kudus              | Astana-Premier Tech         | + 18s    |
| 7. | Anthon Charmig             | Uno-X Pro Cycling Team      | + 20s    |
| 8. | Delio Fernández            | Delko                       | + 23s    |
| 9. | Quentin Pacher             | B&B Hotels p/b KTM          | + 38s    |
| 10. | Artem Nych                 | Gazprom-RusVelo             | + 42s    |

| \| Classificação geral \| Classificação geral \| Classificação geral \| Classificação geral \| Classificação geral \| \| Ciclista \| Ciclista \| Equipe \| Tempo \| \| \| ------------------- \| -------------------------- \| --------------------------- \| ------------------- \| ------------------- \| \| 1. \| José Manuel Díaz Gallego \| Delko \| 18h38m27s \| \| \| 2. \| Jay Vine \| Alpecin-Fenix \| + 4s \| \| \| 3. \| Eduardo Sepúlveda \| Androni Giocattoli-Sidermec \| + 6s \| \| \| 4. \| Jhojan García \| Caja Rural-Seguros RGA \| + 25s \| \| \| 5. \| Merhawi Kudus \| Astana-Premier Tech \| + 28s \| \| \| 6. \| Anthon Charmig \| Uno-X Pro Cycling Team \| + 30s \| \| \| 7. \| Delio Fernández \| Delko \| + 33s \| \| \| 8. \| Quentin Pacher \| B&B Hotels p/b KTM \| + 48s \| \| \| 9. \| Artem Nych \| Gazprom-RusVelo \| + 52s \| \| \| 10. \| Anders Halland Johannessen \| Uno-X Pro Cycling Team \| + 55s \| \| |                            |                             |           |
| |                            |                             |           |
| Fonte: ProCyclingStats |                            |                             |           |
| Classificação geral |                            |                             |           |
| Ciclista | Ciclista                   | Equipe                      | Tempo     |
| 1. | José Manuel Díaz Gallego   | Delko                       | 18h38m27s |
| 2. | Jay Vine                   | Alpecin-Fenix               | + 4s      |
| 3. | Eduardo Sepúlveda          | Androni Giocattoli-Sidermec | + 6s      |
| 4. | Jhojan García              | Caja Rural-Seguros RGA      | + 25s     |
| 5. | Merhawi Kudus              | Astana-Premier Tech         | + 28s     |
| 6. | Anthon Charmig             | Uno-X Pro Cycling Team      | + 30s     |
| 7. | Delio Fernández            | Delko                       | + 33s     |
| 8. | Quentin Pacher             | B&B Hotels p/b KTM          | + 48s     |
| 9. | Artem Nych                 | Gazprom-RusVelo             | + 52s     |
| 10. | Anders Halland Johannessen | Uno-X Pro Cycling Team      | + 55s     |

### 6.ª etapa
| Fethiye - Marmaris | etapa escarpada | (129,1 km) |

| \| Classificação por etapas \| Classificação por etapas \| Classificação por etapas \| Classificação por etapas \| Classificação por etapas \| \| Ciclista \| Ciclista \| Equipe \| Tempo \| \| \| ------------------------ \| ------------------------ \| ------------------------- \| ------------------------ \| ------------------------ \| \| 1. \| Jasper Philipsen \| Alpecin-Fenix \| 2h55m50s \| \| \| 2. \| André Greipel \| Israel Start-Up Nation \| + 0s \| \| \| 3. \| Kristoffer Halvorsen \| Uno-X Pro Cycling Team \| + 0s \| \| \| 4. \| Mark Cavendish \| Deceuninck-Quick Step \| + 0s \| \| \| 5. \| Stanislaw Aniolkowski \| Bingoal Pauwels Sauces WB \| + 0s \| \| \| 6. \| Luca Mozzato \| B&B Hotels p/b KTM \| + 0s \| \| \| 7. \| Giovanni Lonardi \| Bardiani CSF Faizanè \| + 0s \| \| \| 8. \| Vincenzo Albanese \| Eolo-Kometa \| + 0s \| \| \| 9. \| Igor Boev \| Gazprom-RusVelo \| + 0s \| \| \| 10. \| Mārtiņš Pluto \| À Bloc CT \| + 0s \| \| |                       |                           |          |
| |                       |                           |          |
| Fonte: ProCyclingStats |                       |                           |          |
| Classificação por etapas |                       |                           |          |
| Ciclista | Ciclista              | Equipe                    | Tempo    |
| 1. | Jasper Philipsen      | Alpecin-Fenix             | 2h55m50s |
| 2. | André Greipel         | Israel Start-Up Nation    | + 0s     |
| 3. | Kristoffer Halvorsen  | Uno-X Pro Cycling Team    | + 0s     |
| 4. | Mark Cavendish        | Deceuninck-Quick Step     | + 0s     |
| 5. | Stanislaw Aniolkowski | Bingoal Pauwels Sauces WB | + 0s     |
| 6. | Luca Mozzato          | B&B Hotels p/b KTM        | + 0s     |
| 7. | Giovanni Lonardi      | Bardiani CSF Faizanè      | + 0s     |
| 8. | Vincenzo Albanese     | Eolo-Kometa               | + 0s     |
| 9. | Igor Boev             | Gazprom-RusVelo           | + 0s     |
| 10. | Mārtiņš Pluto         | À Bloc CT                 | + 0s     |

| \| Classificação geral \| Classificação geral \| Classificação geral \| Classificação geral \| Classificação geral \| \| Ciclista \| Ciclista \| Equipe \| Tempo \| \| \| ------------------- \| -------------------------- \| --------------------------- \| ------------------- \| ------------------- \| \| 1. \| José Manuel Díaz Gallego \| Delko \| 21h34m17s \| \| \| 2. \| Jay Vine \| Alpecin-Fenix \| + 4s \| \| \| 3. \| Eduardo Sepúlveda \| Androni Giocattoli-Sidermec \| + 6s \| \| \| 4. \| Jhojan García \| Caja Rural-Seguros RGA \| + 25s \| \| \| 5. \| Merhawi Kudus \| Astana-Premier Tech \| + 28s \| \| \| 6. \| Anthon Charmig \| Uno-X Pro Cycling Team \| + 30s \| \| \| 7. \| Delio Fernández \| Delko \| + 33s \| \| \| 8. \| Quentin Pacher \| B&B Hotels p/b KTM \| + 48s \| \| \| 9. \| Artem Nych \| Gazprom-RusVelo \| + 52s \| \| \| 10. \| Anders Halland Johannessen \| Uno-X Pro Cycling Team \| + 55s \| \| |                            |                             |           |
| |                            |                             |           |
| Fonte: ProCyclingStats |                            |                             |           |
| Classificação geral |                            |                             |           |
| Ciclista | Ciclista                   | Equipe                      | Tempo     |
| 1. | José Manuel Díaz Gallego   | Delko                       | 21h34m17s |
| 2. | Jay Vine                   | Alpecin-Fenix               | + 4s      |
| 3. | Eduardo Sepúlveda          | Androni Giocattoli-Sidermec | + 6s      |
| 4. | Jhojan García              | Caja Rural-Seguros RGA      | + 25s     |
| 5. | Merhawi Kudus              | Astana-Premier Tech         | + 28s     |
| 6. | Anthon Charmig             | Uno-X Pro Cycling Team      | + 30s     |
| 7. | Delio Fernández            | Delko                       | + 33s     |
| 8. | Quentin Pacher             | B&B Hotels p/b KTM          | + 48s     |
| 9. | Artem Nych                 | Gazprom-RusVelo             | + 52s     |
| 10. | Anders Halland Johannessen | Uno-X Pro Cycling Team      | + 55s     |

### 7.ª etapa
| Marmaris - Turgutreis | etapa escarpada | (180 km) |

| \| Classificação por etapas \| Classificação por etapas \| Classificação por etapas \| Classificação por etapas \| Classificação por etapas \| \| Ciclista \| Ciclista \| Equipe \| Tempo \| \| \| ------------------------ \| ------------------------ \| ------------------------- \| ------------------------ \| ------------------------ \| \| 1. \| Jasper Philipsen \| Alpecin-Fenix \| 4h20m45s \| \| \| 2. \| André Greipel \| Israel Start-Up Nation \| + 0s \| \| \| 3. \| Mark Cavendish \| Deceuninck-Quick Step \| + 0s \| \| \| 4. \| Stanislaw Aniolkowski \| Bingoal Pauwels Sauces WB \| + 0s \| \| \| 5. \| Vincenzo Albanese \| Eolo-Kometa \| + 0s \| \| \| 6. \| Rick Zabel \| Israel Start-Up Nation \| + 0s \| \| \| 7. \| Luca Wackermann \| Eolo-Kometa \| + 0s \| \| \| 8. \| Gleb Brussenskiy \| Astana-Premier Tech \| + 0s \| \| \| 9. \| Giovanni Lonardi \| Bardiani CSF Faizanè \| + 0s \| \| \| 10. \| Ahmet Örken \| Team Sapura Cycling \| + 0s \| \| |                       |                           |          |
| |                       |                           |          |
| Fonte: ProCyclingStats |                       |                           |          |
| Classificação por etapas |                       |                           |          |
| Ciclista | Ciclista              | Equipe                    | Tempo    |
| 1. | Jasper Philipsen      | Alpecin-Fenix             | 4h20m45s |
| 2. | André Greipel         | Israel Start-Up Nation    | + 0s     |
| 3. | Mark Cavendish        | Deceuninck-Quick Step     | + 0s     |
| 4. | Stanislaw Aniolkowski | Bingoal Pauwels Sauces WB | + 0s     |
| 5. | Vincenzo Albanese     | Eolo-Kometa               | + 0s     |
| 6. | Rick Zabel            | Israel Start-Up Nation    | + 0s     |
| 7. | Luca Wackermann       | Eolo-Kometa               | + 0s     |
| 8. | Gleb Brussenskiy      | Astana-Premier Tech       | + 0s     |
| 9. | Giovanni Lonardi      | Bardiani CSF Faizanè      | + 0s     |
| 10. | Ahmet Örken           | Team Sapura Cycling       | + 0s     |

| \| Classificação geral \| Classificação geral \| Classificação geral \| Classificação geral \| Classificação geral \| \| Ciclista \| Ciclista \| Equipe \| Tempo \| \| \| ------------------- \| -------------------------- \| --------------------------- \| ------------------- \| ------------------- \| \| 1. \| José Manuel Díaz Gallego \| Delko \| 25h55m02s \| \| \| 2. \| Jay Vine \| Alpecin-Fenix \| + 1s \| \| \| 3. \| Eduardo Sepúlveda \| Androni Giocattoli-Sidermec \| + 6s \| \| \| 4. \| Jhojan García \| Caja Rural-Seguros RGA \| + 25s \| \| \| 5. \| Merhawi Kudus \| Astana-Premier Tech \| + 28s \| \| \| 6. \| Anthon Charmig \| Uno-X Pro Cycling Team \| + 30s \| \| \| 7. \| Delio Fernández \| Delko \| + 33s \| \| \| 8. \| Artem Nych \| Gazprom-RusVelo \| + 52s \| \| \| 9. \| Anders Halland Johannessen \| Uno-X Pro Cycling Team \| + 55s \| \| \| 10. \| Garikoitz Bravo \| Euskaltel-Euskadi \| + 1m01s \| \| |                            |                             |           |
| |                            |                             |           |
| Fonte: ProCyclingStats |                            |                             |           |
| Classificação geral |                            |                             |           |
| Ciclista | Ciclista                   | Equipe                      | Tempo     |
| 1. | José Manuel Díaz Gallego   | Delko                       | 25h55m02s |
| 2. | Jay Vine                   | Alpecin-Fenix               | + 1s      |
| 3. | Eduardo Sepúlveda          | Androni Giocattoli-Sidermec | + 6s      |
| 4. | Jhojan García              | Caja Rural-Seguros RGA      | + 25s     |
| 5. | Merhawi Kudus              | Astana-Premier Tech         | + 28s     |
| 6. | Anthon Charmig             | Uno-X Pro Cycling Team      | + 30s     |
| 7. | Delio Fernández            | Delko                       | + 33s     |
| 8. | Artem Nych                 | Gazprom-RusVelo             | + 52s     |
| 9. | Anders Halland Johannessen | Uno-X Pro Cycling Team      | + 55s     |
| 10. | Garikoitz Bravo            | Euskaltel-Euskadi           | + 1m01s   |

### 8.ª etapa
| Bodrum - Kuşadası | etapa escarpada | (160,3 km) |

| \| Classificação por etapas \| Classificação por etapas \| Classificação por etapas \| Classificação por etapas \| Classificação por etapas \| \| Ciclista \| Ciclista \| Equipe \| Tempo \| \| \| ------------------------ \| ------------------------ \| ------------------------- \| ------------------------ \| ------------------------ \| \| 1. \| Mark Cavendish \| Deceuninck-Quick Step \| 3h24m38s \| \| \| 2. \| Jasper Philipsen \| Alpecin-Fenix \| + 0s \| \| \| 3. \| Kristoffer Halvorsen \| Uno-X Pro Cycling Team \| + 0s \| \| \| 4. \| André Greipel \| Israel Start-Up Nation \| + 0s \| \| \| 5. \| Giovanni Lonardi \| Bardiani CSF Faizanè \| + 0s \| \| \| 6. \| Vincenzo Albanese \| Eolo-Kometa \| + 0s \| \| \| 7. \| Stanislaw Aniolkowski \| Bingoal Pauwels Sauces WB \| + 0s \| \| \| 8. \| Damiano Cima \| Gazprom-RusVelo \| + 0s \| \| \| 9. \| Jokin Aranburu \| Euskaltel-Euskadi \| + 0s \| \| \| 10. \| Ahmet Örken \| Team Sapura Cycling \| + 0s \| \| |                       |                           |          |
| |                       |                           |          |
| Fonte: ProCyclingStats |                       |                           |          |
| Classificação por etapas |                       |                           |          |
| Ciclista | Ciclista              | Equipe                    | Tempo    |
| 1. | Mark Cavendish        | Deceuninck-Quick Step     | 3h24m38s |
| 2. | Jasper Philipsen      | Alpecin-Fenix             | + 0s     |
| 3. | Kristoffer Halvorsen  | Uno-X Pro Cycling Team    | + 0s     |
| 4. | André Greipel         | Israel Start-Up Nation    | + 0s     |
| 5. | Giovanni Lonardi      | Bardiani CSF Faizanè      | + 0s     |
| 6. | Vincenzo Albanese     | Eolo-Kometa               | + 0s     |
| 7. | Stanislaw Aniolkowski | Bingoal Pauwels Sauces WB | + 0s     |
| 8. | Damiano Cima          | Gazprom-RusVelo           | + 0s     |
| 9. | Jokin Aranburu        | Euskaltel-Euskadi         | + 0s     |
| 10. | Ahmet Örken           | Team Sapura Cycling       | + 0s     |

## Classificações finais
As classificações finalizaram da seguinte forma:

### Classificação geral
| \| Classificação geral \| Classificação geral \| Classificação geral \| Classificação geral \| Classificação geral \| \| Ciclista \| Ciclista \| Equipe \| Tempo \| \| \| ------------------- \| -------------------------- \| --------------------------- \| ------------------- \| ------------------- \| \| 1. \| José Manuel Díaz Gallego \| Delko \| 29h19m40s \| \| \| 2. \| Jay Vine \| Alpecin-Fenix \| + 1s \| \| \| 3. \| Eduardo Sepúlveda \| Androni Giocattoli-Sidermec \| + 6s \| \| \| 4. \| Jhojan García \| Caja Rural-Seguros RGA \| + 25s \| \| \| 5. \| Merhawi Kudus \| Astana-Premier Tech \| + 28s \| \| \| 6. \| Anthon Charmig \| Uno-X Pro Cycling Team \| + 30s \| \| \| 7. \| Delio Fernández \| Delko \| + 33s \| \| \| 8. \| Artem Nych \| Gazprom-RusVelo \| + 52s \| \| \| 9. \| Anders Halland Johannessen \| Uno-X Pro Cycling Team \| + 55s \| \| \| 10. \| Garikoitz Bravo \| Euskaltel-Euskadi \| + 1m01s \| \| |                            |                             |           |
| |                            |                             |           |
| Fonte: ProCyclingStats |                            |                             |           |
| Classificação geral |                            |                             |           |
| Ciclista | Ciclista                   | Equipe                      | Tempo     |
| 1. | José Manuel Díaz Gallego   | Delko                       | 29h19m40s |
| 2. | Jay Vine                   | Alpecin-Fenix               | + 1s      |
| 3. | Eduardo Sepúlveda          | Androni Giocattoli-Sidermec | + 6s      |
| 4. | Jhojan García              | Caja Rural-Seguros RGA      | + 25s     |
| 5. | Merhawi Kudus              | Astana-Premier Tech         | + 28s     |
| 6. | Anthon Charmig             | Uno-X Pro Cycling Team      | + 30s     |
| 7. | Delio Fernández            | Delko                       | + 33s     |
| 8. | Artem Nych                 | Gazprom-RusVelo             | + 52s     |
| 9. | Anders Halland Johannessen | Uno-X Pro Cycling Team      | + 55s     |
| 10. | Garikoitz Bravo            | Euskaltel-Euskadi           | + 1m01s   |

### Classificação por pontos
| Classificação por pontos | Classificação por pontos | Classificação por pontos  | Classificação por pontos | Classificação por pontos |
| Ciclista                 | Ciclista                 | Equipe                    | Pontos                   |                          |
| ------------------------ | ------------------------ | ------------------------- | ------------------------ | ------------------------ |
| 1.                       | Jasper Philipsen         | Alpecin-Fenix             | 101 pts                  |                          |
| 2.                       | Mark Cavendish           | Deceuninck-Quick Step     | 97 pts                   |                          |
| 3.                       | André Greipel            | Israel Start-Up Nation    | 74 pts                   |                          |
| 4.                       | Stanislaw Aniolkowski    | Bingoal Pauwels Sauces WB | 69 pts                   |                          |
| 5.                       | Kristoffer Halvorsen     | Uno-X Pro Cycling Team    | 59 pts                   |                          |
| 6.                       | Giovanni Lonardi         | Bardiani CSF Faizanè      | 51 pts                   |                          |
| 7.                       | Vincenzo Albanese        | Eolo-Kometa               | 29 pts                   |                          |
| 8.                       | Manuel Peñalver          | Burgos-BH                 | 27 pts                   |                          |
| 9.                       | David González López     | Caja Rural-Seguros RGA    | 25 pts                   |                          |
| 10.                      | Jay Vine                 | Alpecin-Fenix             | 23 pts                   |                          |

### Classificação da montanha
| Classificação da montanha | Classificação da montanha | Classificação da montanha   | Classificação da montanha | Classificação da montanha |
| Ciclista                  | Ciclista                  | Equipe                      | Pontos                    |                           |
| ------------------------- | ------------------------- | --------------------------- | ------------------------- | ------------------------- |
| 1.                        | Vitaliy Buts              | Salcano Sakarya BB          | 25 pts                    |                           |
| 2.                        | Danilo Celano             | Team Sapura Cycling         | 22 pts                    |                           |
| 3.                        | Mirco Maestri             | Bardiani CSF Faizanè        | 11 pts                    |                           |
| 4.                        | Jay Vine                  | Alpecin-Fenix               | 11 pts                    |                           |
| 5.                        | José Manuel Díaz Gallego  | Delko                       | 10 pts                    |                           |
| 6.                        | Nicola Venchiarutti       | Androni Giocattoli-Sidermec | 8 pts                     |                           |
| 7.                        | Francesco Gavazzi         | Eolo-Kometa                 | 8 pts                     |                           |
| 8.                        | Jhojan García             | Caja Rural-Seguros RGA      | 7 pts                     |                           |
| 9.                        | Alessandro Tonelli        | Bardiani CSF Faizanè        | 7 pts                     |                           |
| 10.                       | Merhawi Kudus             | Astana-Premier Tech         | 6 pts                     |                           |

### Classificação das metas volantes
| Classificação por velocidade | Classificação por velocidade | Classificação por velocidade | Classificação por velocidade | Classificação por velocidade |
| Ciclista                     | Ciclista                     | Equipe                       | Pontos                       |                              |
| ---------------------------- | ---------------------------- | ---------------------------- | ---------------------------- | ---------------------------- |
| 1.                           | Ivar Slik                    | À Bloc CT                    | 13 pts                       |                              |
| 2.                           | Sean De Bie                  | Bingoal Pauwels Sauces WB    | 10 pts                       |                              |
| 3.                           | Julen Irizar                 | Euskaltel-Euskadi            | 5 pts                        |                              |
| 4.                           | Nicola Venchiarutti          | Androni Giocattoli-Sidermec  | 5 pts                        |                              |
| 5.                           | Artiom Zakharov              | Astana-Premier Tech          | 5 pts                        |                              |
| 6.                           | Nils Sinschek                | À Bloc CT                    | 5 pts                        |                              |
| 7.                           | Delio Fernández              | Delko                        | 3 pts                        |                              |
| 8.                           | Joel Suter                   | Bingoal Pauwels Sauces WB    | 3 pts                        |                              |
| 9.                           | Samuele Zoccarato            | Bardiani CSF Faizanè         | 3 pts                        |                              |
| 10.                          | Francesco Gavazzi            | Eolo-Kometa                  | 3 pts                        |                              |

### Classificação por equipas
| Classificação por equipes | Classificação por equipes   | Classificação por equipes | Classificação por equipes |
| Equipe                    | Equipe                      | Tempo                     |                           |
| ------------------------- | --------------------------- | ------------------------- | ------------------------- |
| 1.                        | Delko                       | 88h01m14s                 |                           |
| 2.                        | Astana-Premier Tech         | + 1m04s                   |                           |
| 3.                        | Gazprom-RusVelo             | + 3m57s                   |                           |
| 4.                        | Euskaltel-Euskadi           | + 5m25s                   |                           |
| 5.                        | Bardiani CSF Faizanè        | + 6m02s                   |                           |
| 6.                        | Eolo-Kometa                 | + 8m47s                   |                           |
| 7.                        | Israel Start-Up Nation      | + 9m34s                   |                           |
| 8.                        | Burgos-BH                   | + 10m17s                  |                           |
| 9.                        | Uno-X Pro Cycling Team      | + 11m20s                  |                           |
| 10.                       | Androni Giocattoli-Sidermec | + 11m51s                  |                           |

## Evolução das classificações
| Etapa                 | Vencedor                | Classificação geral     | Classificação por pontos | Classificação da montanha | Classificação dos esprints "Belezas da Turquia" | Classificação por equipas |
| --------------------- | ----------------------- | ----------------------- | ------------------------ | ------------------------- | ----------------------------------------------- | ------------------------- |
| 1.ª                   | Arvid de Kleijn         | Arvid de Kleijn         | Arvid de Kleijn          | Ivar Slik                 | Sean De Bie                                     | Delko                     |
| 2.ª                   | Mark Cavendish          | Mark Cavendish          | Mark Cavendish           | Vitaliy Buts              | Artyom Zakharov                                 | Alpecin-Fenix             |
| 3.ª                   | Mark Cavendish          | Mark Cavendish          | Mark Cavendish           | Vitaliy Buts              | Artyom Zakharov                                 | Bingoal Pauwels Sauces WB |
| 4.ª                   | Mark Cavendish          | Mark Cavendish          | Mark Cavendish           | Vitaliy Buts              | Ivar Slik                                       | ABLOC CT                  |
| 5.ª                   | José Manuel Díaz Galego | José Manuel Díaz Galego | Mark Cavendish           | Vitaliy Buts              | Ivar Slik                                       | Delko                     |
| 6.ª                   | Jasper Philipsen        | José Manuel Díaz Galego | Mark Cavendish           | Vitaliy Buts              | Ivar Slik                                       | Delko                     |
| 7.ª                   | Jasper Philipsen        | José Manuel Díaz Galego | Jasper Philipsen         | Vitaliy Buts              | Ivar Slik                                       | Delko                     |
| 8.ª                   | Mark Cavendish          | José Manuel Díaz Galego | Jasper Philipsen         | Vitaliy Buts              | Ivar Slik                                       | Delko                     |
| Classificações finais | Classificações finais   | José Manuel Díaz Galego | Jasper Philipsen         | Vitaliy Buts              | Ivar Slik                                       | Delko                     |

## UCI World Ranking
O Volta à Turquia outorgou pontos para o UCI World Ranking para corredores das equipas nas categorias UCI WorldTeam, UCI ProTeam e Continental. As seguintes tabelas são o barómetro de pontuação e os 10 corredores que obtiveram mais pontos:
| Posição             | 1.º | 2.º | 3.º | 4.º | 5.º | 6.º | 7.º | 8.º | 9.º | 10.º | 11.º | 12.º | 13.º | 14.º | 15.º | 16.º-30.º | 31.º-40.º |
| Classificação geral | 200 | 150 | 125 | 100 | 85  | 70  | 60  | 50  | 40  | 35   | 30   | 25   | 20   | 15   | 10   | 5         | 3         |
| Por etapa           | 20  | 10  | 5   |     |     |     |     |     |     |      |      |      |      |      |      |           |           |
| Líder               | 5   |     |     |     |     |     |     |     |     |      |      |      |      |      |      |           |           |

| Classificação |                         |                             |       |       |       |       |
| Posição       | Ciclista                | Equipa                      | Geral | Etapa | Líder | Total |
| ------------- | ----------------------- | --------------------------- | ----- | ----- | ----- | ----- |
| 1.º           | José Manuel Díaz Galego | Delko                       | 200   | 20    | 15    | 235   |
| 2.º           | Jay Vim                 | Alpecin-Fenix               | 150   | 10    | -     | 160   |
| 3.º           | Eduardo Sepúlveda       | Androni Giocattoli-Sidermec | 125   | 5     | -     | 130   |
| 4.º           | Jhojan García           | Caja Rural-Seguros RGA      | 100   | -     | -     | 100   |
| 5.º           | Mark Cavendish          | Deceuninck-Quick Step       | -     | 85    | 15    | 100   |
| 6.º           | Merhawi Kudus           | Astana-Premier Tech         | 85    | -     | -     | 85    |
| 7.º           | Jasper Philipsen        | Alpecin-Fenix               | -     | 80    | -     | 80    |
| 8.º           | Anthon Charmig          | Uno-X                       | 70    | -     | -     | 70    |
| 9.º           | Delio Fernández         | Delko                       | 60    | -     | -     | 60    |
| 10.º          | Artem Nych              | Gazprom-RusVelo             | 50    | -     | -     | 50    |